# Molossus
Molossus es un género de murciélagos que pertenecen a la familia Molossidae. Agrupa a 8 especies nativas de América.

## Especies
Se reconocen las siguientes especies y subespecies:
- Molossus alvarezi[3]
- Molossus aztecus
- Molossus barnesi
- Molossus coibensis
- Molossus currentium
  - M. c. currentium
  - M. c. bondae
  - M. c. robustus
- Molossus fentoni[2]
- Molossus molossus
  - M. m. molossus
  - M. m. debilis
  - M. m. pygmaeus
  - M. m. fortis
  - M. m. milleri (algunos lo elevan al rango de especie: Molossus milleri[2])
  - M. m. tropidorhynchus
  - M. m. verrilli (algunos lo elevan al rango de especie: Molossus verrilli[2])
- Molossus melini[4]
- Molossus paranaensis[5]
- Molossus pretiosus
- Molossus rufus
- Molossus sinaloae
  - M. s. sinaloae
  - M. s. trinitatus